# Trzy Kopce (Pasmo Lubomira i Łysiny)
Trzy Kopce (894 m) – szczyt w głównym grzbiecie Pasma Lubomira i Łysiny. Według Jerzego Kondrackiego pasmo to należy do Beskidu Wyspowego. Na mapach jednak i w przewodnikach turystycznych często zaliczane jest do Beskidu Makowskiego.
Trzy Kopce to zupełnie niewybitne i porośnięte lasem wzniesienie pomiędzy Lubomirem (904 m) a Łysiną (891 m), ma jednak znaczenie topograficzne. W południowo-zachodnim kierunku odchodzi od niego boczny grzbiet, poprzez wierzchołki Przysłonia, Patryji i Kiczory opadający do doliny Raby. W północno-wschodnim kierunku również odchodzi drugi, ale znacznie krótszy grzbiet Chełmiec, oddzielający od siebie dwa źródłowe cieki potoku Lipnik. Pod wierzchołkiem Trzech Kopców jest skrzyżowanie szlaków turystycznych. Dawniej była tutaj polana Na Trzech Kopcach, jednak zarosła już całkowicie lasem. W 1914 na wzniesieniach Pasma Lubomira i Łysiny zajęła pozycje obronne armia austro-węgierska. Pomiędzy Trzema Kopcami a Lubomirem żołnierze wykopali okopy strzeleckie i rowy dobiegowe o łącznej długości 170 m. Widoczne są one do dzisiaj.

## Szlaki turystyczne
Mały Szlak Beskidzki: Myślenice – Uklejna – Działek – schronisko PTTK na Kudłaczach – Łysina – Trzy Kopce – Lubomir – przełęcz Jaworzyce
 Lubień – Weska – Trzy Kopce – Kamiennik Południowy – Zasańska Przełęcz – Dobczyce